# Bowiea volubilis
Bowiea volubilis of vitrageplant is een bolgewas uit de aspergefamilie (Asparagaceae). De plant stamt uit Zuid- en Zuidoost-Afrika. De soort bestaat uit een grote groen-bruine bol waaruit groene hangende of klimmende stengels met daaraan kleine blaadjes ontspruiten. Er komen kleine lichtgroene stervormige bloemetjes aan.
De bol dient om voedsel in op te slaan en Bowiea heeft daarom ook weinig water nodig. Eens in de zoveel tijd (meestal in de zomer) sterft de plant geheel af en houdt een rustperiode. De bol kan maandenlang zonder water worden bewaard en begint op gegeven moment weer uit te lopen.

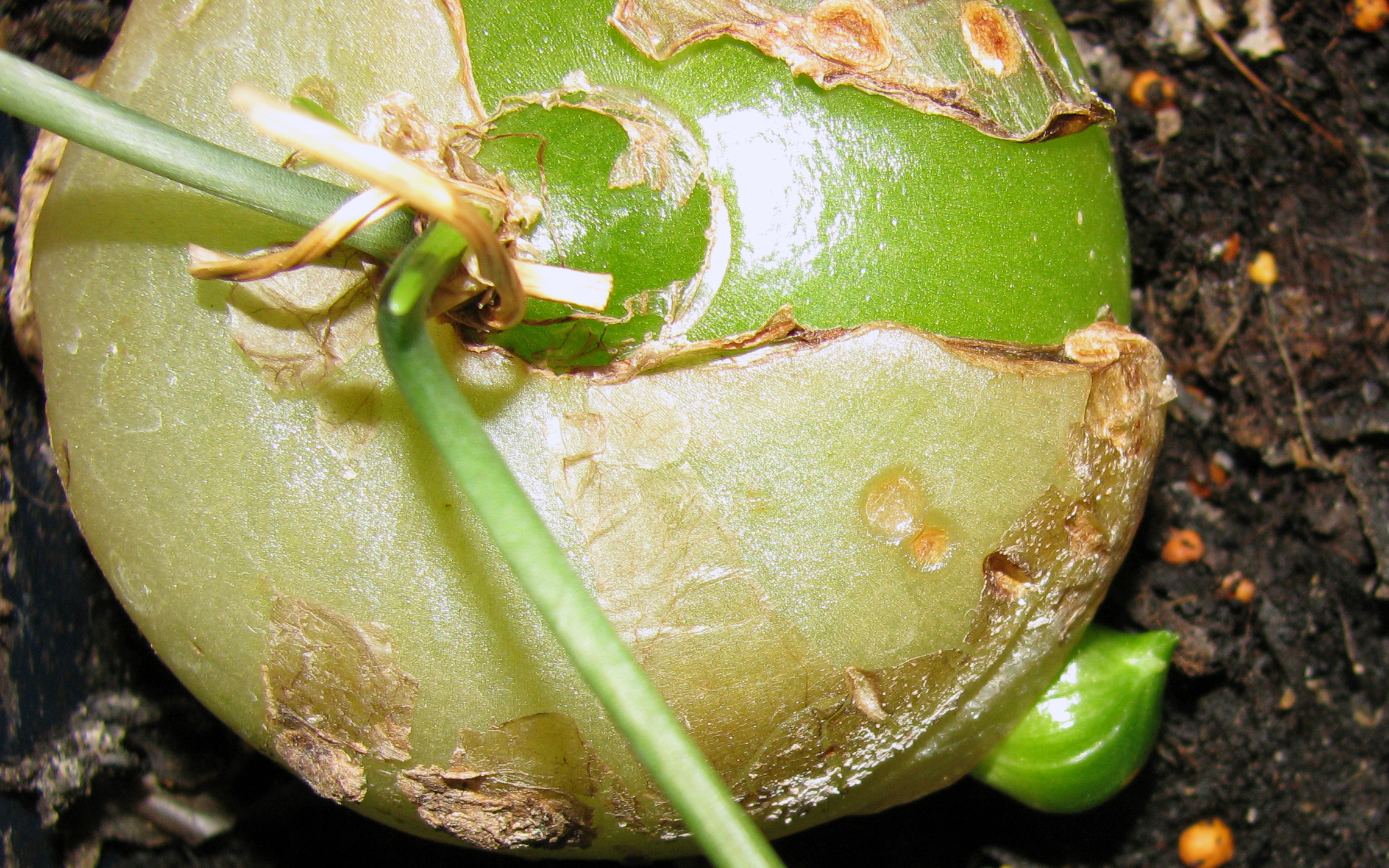
Bowiea met een nieuw bolletje.

Bowiea volubilis wordt het best matig warm gekweekt in de volle zon met matige hoeveelheden water - tijdens de rust geheel droog - en een lage tot matige relatieve luchtvochtigheid. Vermeerdering geschiedt door het delen van de bollen (vegetatief) of uit zaad (dit schijnt niet moeilijk te zijn). Bij het groter worden van de bol gaat deze vervellen en soms groeien aan de binnenkant van dat vel kleine bolletjes, die opnieuw geplant kunnen worden. De bol dient altijd boven de grond te worden gezet in een niet te grote pot.
Als men de plant voor het raam plaatst en erboven een draad spant, dan zullen de uitlopers zich erlangs gaan slingeren en vertakken. Op deze wijze vormt zich de 'vitrage'.
De bladeren en bol van de plant zijn sterk giftig en inname ervan kan tot een hartstilstand leiden.